# Crocidura katinka
Crocidura katinka és una espècie de mamífer de la família de les musaranyes (Soricidae). Viu a Palestina i possiblement a Israel, tot i que es creu que s'ha extingit en aquest país. També és possible que visqui a l'Iran i Síria.